# Canton de Champigny-sur-Marne-2
Le canton de Champigny-sur-Marne-2 est une circonscription électorale française située dans le département du Val-de-Marne et la région Île-de-France.

## Histoire
Un nouveau découpage territorial du Val-de-Marne entre en vigueur à l'occasion des premières élections départementales suivant le décret du 17 février 2014. Les conseillers départementaux sont, à compter de ces élections, élus au scrutin majoritaire binominal mixte. Les électeurs de chaque canton élisent au Conseil départemental, nouvelle appellation du Conseil général, deux membres de sexe différent, qui se présentent en binôme de candidats. Les conseillers départementaux sont élus pour 6 ans au scrutin binominal majoritaire à deux tours, l'accès au second tour nécessitant 12,5 % des inscrits au 1er tour. En outre la totalité des conseillers départementaux est renouvelée. Ce nouveau mode de scrutin nécessite un redécoupage des cantons dont le nombre est divisé par deux avec arrondi à l'unité impaire supérieure si ce nombre n'est pas entier impair, assorti de conditions de seuils minimaux. Dans le Val-de-Marne, le nombre de cantons passe ainsi de 49 à 25.
Le canton de Champigny-sur-Marne-2 est créé par ce décret. Il est formé d'une commune issue de l'ancien canton de Chennevières-sur-Marne et d'une fraction de la commune de Champigny-sur-Marne. Le bureau centralisateur est situé à Champigny-sur-Marne.

## Représentation
| Période élective | Période élective | Mandat | Mandat   | Identité            | Nuance | Nuance | Qualité |
| ---------------- | ---------------- | ------ | -------- | ------------------- | ------ | ------ | --- |
| 2015             | 2021             | 2015   | 2021     | Alain Audhéon       |        | PCF    | Conseiller municipal de Chennevières-sur-Marne (2001-2008) |
| 2015             | 2021             | 2015   | 2021     | Marie Kennedy       |        | PCF    | Maire-adjointe de Champigny-sur-Marne Ancienne conseillère générale du Canton de Champigny-sur-Marne-Est (2001-2015) 11ème vice-présidente du Conseil départemental       |
| 2021             | 2028             | 2021   | en cours | Jean-Pierre Barnaud |        | UDI    | Enseignant, maire de Chennevières-sur-Marne, 11e vice-président chargé du patrimoine environnemental, de la biodiversité, de l’agriculture urbaine et du bien-être animal |
| 2021             | 2028             | 2021   | en cours | Geneviève Carpe     |        | DVD    | Consultante secteur santé, adjointe au maire de Champigny-sur-Marne, membre de Soyons libres                                                                              |

### Résultats détaillés

#### Élections de mars 2015
Les binômes candidats aux élections élections départementales de 2015 en lice étaient : 
- Jean-Pierre Barnaud (MoDem, conseiller général du Canton de Chennevières-sur-Marne de 2011 à 2015)) et Isilda de Amorin (UMP) ;
- Alain Audhéon (PCF) et Marie Kennedy (PCF, conseillère générale du Canton de Champigny-sur-Marne-Est de 2001 à 2015) ;
- Thierry Devige (FN) et Virginie Recher (FN) ;
- Caroline Adomo (PS) et Jean Djebara (PS) ;
- Carine Borduy (DVD) et Bernard Haemmerlé (DVD)[4].

À l'issue du 1er tour, deux binômes sont en ballottage : Alain Audhéon et Marie Kennedy (FG, 30,03 %) et Jean-Pierre Barnaud et Isilda De Amorin (Union de la Droite, 27,26 %). Le taux de participation est de 39,12 % (9 496 votants sur 24 274 inscrits) contre 44,44 % au niveau départemental et 50,17 % au niveau national.
Au second tour, Alain Audhéon et Marie Kennedy (FG) sont élus avec 51,76 % des suffrages exprimés et un taux de participation de 40,09 % (4 772 voix pour 9 731 votants et 24 274 inscrits).

#### Élections de juin 2021
Le premier tour des élections départementales de 2021 est marqué par un très faible taux de participation (33,26 % au niveau national). Dans le canton de Champigny-sur-Marne-2, ce taux de participation est de 23,37 % (5 797 votants sur 24 801 inscrits) contre 29,98 % au niveau départemental. À l'issue de ce premier tour, deux binômes sont en ballottage : Jean-Pierre Barnaud et Geneviève Carpe (Union au centre et à droite, 31,28 %) et Alain Audhéon et Chrysis Caporal (Union à gauche avec des écologistes, 24,96 %).
Le second tour des élections est marqué une nouvelle fois par une abstention massive équivalente au premier tour. Les taux de participation sont de 34,36 % au niveau national, 32,99 % dans le département et 27,65 % dans le canton de Champigny-sur-Marne-2. Jean-Pierre Barnaud et Geneviève Carpe (Union au centre et à droite) sont élus avec 52,04 % des suffrages exprimés (3 399 voix pour 6 863 votants et 24 818 inscrits),,.

## Composition
| Nom                                         | Code Insee | Intercommunalité         | Superficie (km2) | Population (dernière pop. légale)                | Densité (hab./km2) | Modifier                                    |
| ------------------------------------------- | ---------- | ------------------------ | ---------------- | ------------------------------------------------ | ------------------ | ------------------------------------------- |
| Champigny-sur-Marne (bureau centralisateur) | 94017      | Métropole du Grand Paris | 11,30            | Fraction : 25 773 (2022) Commune : 78 367 (2022) | 6 935              | modifier les données · modifier les données |
| Chennevières-sur-Marne                      | 94019      | Métropole du Grand Paris | 5,27             | 18 295 (2022)                                    | 3 472              | modifier les données · modifier les données |
| Canton de Champigny-sur-Marne-2             | 9404       |                          |                  | 44 068 (2022)                                    |                    | modifier les données                        |

Le canton de Champigny-sur-Marne-2 comprend :
1. la commune de Chennevières-sur-Marne ;
2. la partie de la commune de Champigny-sur-Marne non incluse dans le canton de Champigny-sur-Marne-1, soit celle située à l'est d'une ligne définie par l'axe des voies et limites suivantes : depuis la limite territoriale de la commune de Villiers-sur-Marne, rue des Nations, place de l'Union, rue Voltaire, avenue Maurice-Thorez, avenue des Grands-Godets, ligne droite dans le prolongement de l'avenue des Grands-Godets jusqu'à l'angle de la rue Marcel-Paul, rue Marcel-Paul, rue de Dunkerque, rue du Monument, prolongement de la rue du Monument jusqu'à la limite territoriale de la commune de Chennevières-sur-Marne.

## Démographie
En 2022, le canton comptait 44 068 habitants, en évolution de +0,51 % par rapport à 2016 (Val-de-Marne : +3 %, France hors Mayotte : +2,11 %).
| 2013   | 2018   | 2022   |
| ------ | ------ | ------ |
| 43 658 | 43 843 | 44 068 |